# Madouba
Pour le département et la commune rurale, voir Madouba (département).
Madouba est un petit village (administrativement rattaché au village de Touba) et le chef-lieu du département et la commune rurale de Madouba dans la province de la Kossi et la région de la Boucle du Mouhoun au Burkina Faso.

## Géographie
Ce petit village historique est frontalier avec le Mali, et traversé par la nationale 14 qui, depuis cette frontière internationale, le relie à Poa jusqu'à sa frontière avec la région de la capitale nationale. Du côté nord-ouest de la route nationale s'est développé à moins de 1 km le village de Touba (beaucoup plus grand et auquel Madouba est maintenant administrativement rattaché). Cependant le siège du département et de la commune reste officiellement à Madouba, où se trouve cet important poste frontière et où réside une minorité des habitants de la commune.

## Santé et éducation
Le village accueille le seul centre de santé et de promotion sociale (CSPS) du département.